# Стримбу-Беюц
Стримбу-Беюц (рум. Strâmbu-Băiuț) — село у повіті Марамуреш в Румунії. Входить до складу комуни Беюц.
Село розташоване на відстані 387 км на північний захід від Бухареста, 30 км на схід від Бая-Маре, 95 км на північ від Клуж-Напоки.

## Населення
За даними перепису населення 2002 року у селі проживали 705 осіб.
Національний склад населення села:
| Національність | Кількість осіб | Відсоток |
| -------------- | -------------- | -------- |
| румуни         | 432            | 61,3%    |
| угорці         | 270            | 38,3%    |

Рідною мовою назвали:
| Мова      | Кількість осіб | Відсоток |
| --------- | -------------- | -------- |
| румунська | 473            | 67,1%    |
| угорська  | 232            | 32,9%    |